# Condé-Northen
Condé-Northen (fràncic lorenès Konchen) és un municipi francès situat al departament del Mosel·la i a la regió del Gran Est. L'any 2007 tenia 563 habitants.

## Demografia

### Població
El 2007 la població de fet de Condé-Northen era de 563 persones. Hi havia 220 famílies, de les quals 40 eren unipersonals (20 homes vivint sols i 20 dones vivint soles), 80 parelles sense fills, 84 parelles amb fills i 16 famílies monoparentals amb fills.
La població ha evolucionat segons el següent gràfic:
Habitants censats

### Habitatges
El 2007 hi havia 236 habitatges, 219 eren l'habitatge principal de la família, 7 eren segones residències i 10 estaven desocupats. 204 eren cases i 30 eren apartaments. Dels 219 habitatges principals, 184 estaven ocupats pels seus propietaris, 31 estaven llogats i ocupats pels llogaters i 4 estaven cedits a títol gratuït; 1 tenia una cambra, 9 en tenien dues, 22 en tenien tres, 48 en tenien quatre i 139 en tenien cinc o més. 203 habitatges disposaven pel capbaix d'una plaça de pàrquing. A 75 habitatges hi havia un automòbil i a 127 n'hi havia dos o més.

### Piràmide de població
La piràmide de població per edats i sexe el 2009 era:
| Homes | Edats   | Dones |
| ----- | ------- | ----- |
| 0     | 95 o +  | 0     |
| 0     | 90 a 94 | 0     |
| 0     | 85 a 89 | 4     |
| 0     | 80 a 84 | 0     |
| 4     | 75 a 79 | 0     |
| 4     | 70 a 74 | 4     |
| 16    | 65 a 69 | 8     |
| 12    | 60 a 64 | 12    |
| 8     | 55 a 59 | 16    |
| 12    | 50 a 54 | 12    |
| 32    | 45 a 49 | 20    |
| 24    | 40 a 44 | 28    |
| 16    | 35 a 39 | 20    |
| 28    | 30 a 34 | 28    |
| 16    | 25 a 29 | 28    |
| 16    | 20 a 24 | 16    |
| 16    | 15 a 19 | 24    |
| 24    | 10 a 14 | 16    |
| 20    | 5 a 9   | 20    |
| 12    | 0 a 4   | 16    |

## Economia
El 2007 la població en edat de treballar era de 388 persones, 280 eren actives i 108 eren inactives. De les 280 persones actives 266 estaven ocupades (145 homes i 121 dones) i 14 estaven aturades (7 homes i 7 dones). De les 108 persones inactives 40 estaven jubilades, 33 estaven estudiant i 35 estaven classificades com a «altres inactius».

### Ingressos
El 2009 a Condé-Northen hi havia 237 unitats fiscals que integraven 622 persones, la mediana anual d'ingressos fiscals per persona era de 18.876,5 €.

### Activitats econòmiques
Dels 16 establiments que hi havia el 2007, 1 era d'una empresa extractiva, 2 d'empreses de fabricació d'altres productes industrials, 4 d'empreses de construcció, 1 d'una empresa de comerç i reparació d'automòbils, 1 d'una empresa de transport, 1 d'una empresa d'hostatgeria i restauració, 2 d'empreses immobiliàries, 3 d'empreses de serveis i 1 d'una entitat de l'administració pública.
Dels 4 establiments de servei als particulars que hi havia el 2009, 1 era una fusteria, 2 lampisteries i 1 restaurant.
L'any 2000 a Condé-Northen hi havia 11 explotacions agrícoles que ocupaven un total de 808 hectàrees.

## Equipaments sanitaris i escolars
El 2009 hi havia una escola elemental.

## Poblacions més properes
El següent diagrama mostra les poblacions més properes.